# Pierre-René Lemas
Pierre-René Lemas (* 23. Februar 1951 in Algier, damaliges französisches Département Alger, heute Algerien) ist ein hochrangiger französischer Beamter und von Mai 2012 bis April 2014 als Generalsekretär (secrétaire général) Leiter des Élysée-Palastes, der Behörde des französischen Staatspräsidenten.

## Leben
Pierre-René Lemas, Sohn eines Pied-noir, studierte am Institut d’études politiques in Paris sowie an der École nationale d’administration (ENA). An der ENA gehörte er dem gleichen Abschlussjahrgang an wie François Hollande (Voltaire 1980). Lemas wurde zunächst Unterpräfekt im Département Dordogne, anschließend im Département Val-de-Marne. 1983 trat er in das Kabinett des damaligen Innenministers Gaston Defferre ein, wo er, wie später auch im Kabinett von Pierre Joxe, vor allem mit der Dezentralisierung befasst war. Ab 1986 war Lemas dann in einer Vielzahl von Funktionen in unterschiedlichen Ministerien tätig, unterbrochen von einer zweijährigen Tätigkeit als Präfekt im Département Aisne (1992–1994). Lemas stieg dabei sukzessive in der Hierarchie auf.
Ab 2000 war er Generaldirektor für Verwaltung im Innenministerium. Anschließend wurde er vom damaligen Innenminister Nicolas Sarkozy zum Präfekten auf Korsika ernannt, wo er die aufgeheizte politische Stimmung zwischen Separatisten und Republikanern nach einem abgelehnten Referendum über ausgeweitete Autonomierechte der Region beruhigen sollte. Dies gelang ihm aber nur eingeschränkt, was zu seiner Versetzung in gleicher Funktion nach Lothringen führte. Dort wurde er 2007, wenige Tage nachdem die Rechte bei den Parlamentswahlen zwei Mandate in der Region verloren hatte, abberufen.
Lemas übernahm kurzzeitig die Leitung der Regierungszeitungen. Anschließend wechselte er in die Pariser Kommunalverwaltung als Generaldirektor der Gesellschaft für sozialen Wohnungsbau Paris Habitat.
Im November 2011 wurde Lemas auf Bitte von François Hollande Kabinettschef des neuen Präsidenten des französischen Senats, Jean-Pierre Bel. Am 15. Mai 2012 wurde er von Hollande zum Generalsekretär des Kabinetts des französischen Staatspräsidenten ernannt (auch Generalsekretär des Élysée-Palasts genannt). Mit der Regierungsumbildung folgte ihm Jean-Pierre Jouyet nach.
Danach war Lemas von Mai 2014 bis Dezember 2017 Generaldirektor der staatlichen Bank Caisse des Dépôts (CDC). Im Juni 2018 wurde er zum Präsidenten des Unternehmerverbands France Active gewählt.